# Brachyotum ledifolium
Brachyotum ledifolium, o pucachaglla, es una especie de planta fanerógama perteneciente a la familia Melastomataceae. 

## Distribución y hábitat
Es originaria de las estribaciones de los Andes en el páramo. Sus frutos son comestibles.

## Taxonomía
Brachyotum confertum fue descrita por (Desr.) Triana y publicado en Transactions of the Linnean Society of London 28(1): 48. 1871[1872].
Sinonimia
- Chaetogastra bonplandiana Naudin
- Chaetogastra sulphurea Naudin
- Melastoma ledifolium Desr.[3]